# Đồng Bằng, Hưng Yên
Đồng Bằng là một xã thuộc tỉnh Hưng Yên, Việt Nam.

## Địa lý
Xã Đồng Bằng nằm ở phía đông của tỉnh Hưng Yên, có vị trí địa lý:
- Phía tây giáp xã Quỳnh Phụ.
- Phía nam giáp xã Quỳnh An.
- Phía đông giáp xã Phụ Dực và giáp xã Vĩnh Hòa của thành phố Hải Phòng.
- Phía bắc giáp xã A Sào và xã Minh Thọ.

## Lịch sử
Ngày 16 tháng 6 năm 2025, Ủy ban Thường vụ Quốc hội ban hành Nghị quyết số 1666/NQ-UBTVQH15 về việc sắp xếp các đơn vị hành chính cấp xã của tỉnh Hưng Yên năm 2025. Theo đó, sắp xếp toàn bộ diện tích tự nhiên, quy mô dân số của các xã An Cầu, An Ấp, An Lễ và An Quý thành xã mới có tên gọi là xã Đồng Bằng.